# Orlovat
Orlovat (en serbe cyrillique : Орловат ; en hongrois : Orlód ; en allemand : Orlowatest) est une localité de Serbie située dans la province autonome de Voïvodine et sur le territoire de la ville de Zrenjanin, district du Banat central. Au recensement de 2011, elle comptait 1 513 habitants.
Orlovat est officiellement classé parmi les villages de Serbie.

## Histoire
En 1471, Orlovat est mentionné comme une ville. Après la conquête ottomane, au XVIe siècle, la ville perdit un bon nombre de ses habitants et devint un village. En 1660, la localité était peuplée de Serbes et elle comptait 16 foyers. À partir de 1697-1698, Orlovat fut refondé à un nouvel emplacement, par des Serbes qui venaient de Szentendre et de l'ancienne localité. En 1773, le village fut intégré dans la province autrichienne de la Frontière militaire. En 1848, la ville fut le théâtre d'une importante bataille entre les armées serbes et hongroises ; l'armée serbe, commandée par Stevan Knićanin y battit les Hongrois. En 1872, après l'abolition de la Frontière, Orlovat fit partie du comitat de Torontal. En 1918, après la dislocation de l'Autriche-Hongrie, le village fut intégré au royaume des Serbes, Croates et Slovènes, qui, en 1929, devint le royaume de Yougoslavie. Par la suite, il connut les vicissitudes de la Yougoslavie.

## Démographie

### Évolution historique de la population
| 1948  | 1953  | 1961  | 1971  | 1981  | 1991  | 2002  | 2011  |
| ----- | ----- | ----- | ----- | ----- | ----- | ----- | ----- |
| 2 245 | 2 318 | 2 335 | 2 298 | 2 159 | 1 933 | 1 789 | 1 513 |

|  |

## Personnalités
- Le peintre Uroš Predić est né à Orlovat en 1857.
- Le footballeur Duško Tošić, qui joue dans l'équipe du SV Werder Bremen, est né en 1985 à Orlovat.